# موتوکوره
موتوکوره (به لاتین: Motukorea) یک جزیره و جزیره آتشفشانی در نیوزیلند است که در منطقه آوکلند واقع شده‌است. موتوکوره ۶۸ متر بالاتر از سطح دریا واقع شده‌است.